# Grupo Atakarejo
O Grupo Atakarejo é uma empresa brasileira do ramo de supermercados com sede em Salvador, Bahia. É uma das duas redes soteropolitanas do setor varejista de supermercados, ao lado da Rede Mixideal. A rede atua em Salvador e noutros municípios da Bahia.
Está associada, junto a outros supermercados do país, à Rede Brasil de Supermercados, na qual são desenvolvidas marcas próprias e a integração entre as empresas sócias.
A rede possui cartão para compras em suas unidades em parceria com o Banco Itaú, o Cartão Atakadão Atakarejo Itaucard, sob a bandeira Mastercard.

## História
A empresa começou como uma barraca, depois foi transformada em padaria e finalmente em supermercado. Suas unidades começaram sob a bandeira Atakarejo, em 1994, até quando em 2009, a unidade do Iguatemi foi a última a adotar a nova bandeira, Atakadão Atakarejo. A rede baiana abriu 3 lojas em 2008, já sob a bandeira Atakadão Atakarejo. Em 2010, foi inaugurada a Mega Loja do Caminho de Areia. A sexta loja foi inaugurada em 2014 no bairro de Piatã.
De 2010 para 2011, a receita do Atakadão Atakarejo cresceu 30%, de 306 milhões de reais para 440 milhões de reais, na onda do atendimento à demanda de consumo das classes C e D. Em comparação, num intervalo de tempo maior, cinco anos antes, o faturamento foi de 92 milhões de reais, o que significa 243% de alta real. Com base no faturamento bruto de 2011, o grupo posicionou-se como o 93.º maior varejista do Brasil.
A loja Iguatemi, localizada no bairro do Parque Bela Vista de Brotas, chegou a ser interditada em março de 2014 pelo Procon-BA, durante "Operação Supermercados", após encontrar produtos mal acondicionados e vencidos à venda, falta de higiene e informações ao consumidor ausentes.
No início de 2015, a empresa assinou um termo de reserva do terreno no CIA/Sul, porção do Centro Industrial de Aratu (CIA), localizado em Simões Filho, com a Superintendência de Desenvolvimento Industrial e Comercial (Sudic) para a construção do Centro de Distribuição do Grupo Atakarejo, a fim de expandir-se pela Região Metropolitana de Salvador e melhorar a logística e o abastecimento das lojas.
Em maio de 2021, três seguranças da loja do bairro do Nordeste de Amaralina, em Salvador, foram acusados de torturar e entregar dois homens para serem assassinados por traficantes após eles roubarem carnes do supermercado.. Segundo a delegada responsável pelo inquérito policial, a ação violenta era um padrão dentro do estabelecimento e não apenas um caso isolado que resultou em duplo homicídio Um gerente da loja, três seguranças e quatro suspeitos de tráfico de drogas foram presos por envolvimento no homicídio. A empresa nega ter responsabilidade no crime. Ainda em maio, as organizações não governamentais Educafro, Centro Santo Dias de Direitos Humanos e o Odara Mulheres Negras protocolaram uma ação civil pública contra a empresa na 35.ª Vara do Trabalho cobrando uma indenização de 207 milhões de reais. Em uma das notas públicas, o Atakarejo declarou que "mais do que uma nota de repúdio, queremos que toda a verdade seja esclarecida. Para a rede Atakadão Atakarejo, os fatos ocorridos na loja do Nordeste de Amaralina são inaceitáveis. A rede, mais uma vez, reforça que jamais tolerou atos violentos, de qualquer natureza."
Em 3 de outubro de 2023, o Grupo Atakarejo foi adquirido pela empresa paulista Pátria Investimentos por R$ 700 milhões. Teobaldo Costa, fundador do Atakarejo, manteve-se como executivo e sócio minoritário.

## Prêmios
No Prêmio Lojistas do Ano em 2018, promovido pela Câmara dos Dirigentes Lojistas (CDL) de Salvador, o supermercado Atacadão Atakarejo venceu na categoria "Atacadista". A premiação elegeu seis empresas de Salvador que se destacaram nas seis categorias em votação aberta ao público.
O Atakarejo também recebeu nota 100 de eficiência no ranking de maiores redes de varejo do país de acordo com o IBEVAR FIA.